# Срам (филм)
„Срам“ (на английски: Shame) е британски филм от 2011 година, драма на режисьора Стийв Маккуин по негов сценарий в съавторство с Аби Морган.
В центъра на сюжета е млад мъж със сексуална зависимост, който се опитва да преосмисли начина си на живот, след като сестра му идва да живее при него. Главните роли се изпълняват от Майкъл Фасбендър, Кери Мълиган, Джеймс Бадж Дейл, Никол Бехари.
„Срам“ е номиниран за наградата на БАФТА и за „Златен глобус“ за най-добра мъжка роля.